# Pteronemobius abruptus
Pteronemobius abruptus är en insektsart som beskrevs av Boris Petrovich Uvarov 1924. Pteronemobius abruptus ingår i släktet Pteronemobius och familjen syrsor. Inga underarter finns listade i Catalogue of Life.